# Rogowski-Profil

Funktionsdarstellung an einem Plattenkondensator

Ein Rogowski-Profil dient der räumlichen Formgebung von elektrischen Elektroden wie den Platten eines elektrischen Kondensators mit dem Ziel, an den Rändern der Elektroden einen abnehmenden Verlauf der elektrischen Feldstärke zu erzielen. Typischerweise findet dieses Profil bei der Gestaltung von Plattenkondensatoren Anwendung, da so eine Feldüberhöhung an den Kanten und damit ein elektrischer Durchschlag im Randbereich vermieden werden kann. Nachteilhaft ist die räumlich große Bauweise und die Abhängigkeit des Profils von dem Plattenabstand. Somit kann der Abstand nicht einfach variiert werden, was bei Hochspannungselektroden allerdings häufig erwünscht ist.
Erste Vorarbeiten zu dieser Form wurden von James Clerk Maxwell getätigt, und in Arbeiten von dem Namensgeber Walter Rogowski zu der heute üblichen Form erweitert.
Die beschreibende Funktion, wie in nebenstehender Abbildung mit roten Verlauf dargestellt, lautet:
{\displaystyle f(x)=y={\frac {s}{\pi }}\left({\frac {\pi }{2}}+e^{x\pi /s}\right)}
Durch Spiegelung der beschreibenden Funktion können die Platten, in nebenstehender Abbildung in Schwarz dargestellt, gebildet werden. Die höchste elektrische Feldstärke tritt bei dieser Formgebung zentrisch in der Mitte der Platten auf und kann durch den Parameter {\displaystyle s}, welcher den Plattenabstand beschreibt, verändert werden.